# Tabernaemontana aurantiaca
Tabernaemontana aurantiaca là một loài thực vật có hoa trong họ La bố ma. Loài này được Gaudich. miêu tả khoa học đầu tiên năm 1830.